# 本拿比市议会
本拿比市議會是加拿大卑诗省本拿比市的管治單位。
長期以來，本拿比市議會和學校局主要是由中間偏左的議員主導，從2008年開始直到目前，本拿比的市議會已經連續兩屆（2008年和2011年）一黨獨大，囊括了所有席位。 （页面存档备份，存于）
因此，本拿比市民参加市议会及市长选举的投票率极低，有投票权的143,489名选民中，2014年只有41,494名参与了市议会及市长选举投票，投票率29%。
目前所屬政黨：本拿比公民協會（Burnaby Citizens Association, BCA）
市議會的成員包括市長和8名市議員。

## 市议员列表

### 2022年至今
现任市长：
- Mike Hurley

現任市議員：
- 柯崇德（英语：Pietro Calendino）
- 戴力禾
- Alison Gu（谷園）
- Joe Keithley
- Richard T. Lee（李燦明）
- Maita Santiago
- Daniel Tetrault
- James Wang（王白進）

## 外部連結
- 本拿比市議會 （页面存档备份，存于）
- 本拿比公民協會網站
- 2008年囊括市議會及教育局席位本拿比公民協會獨贏 （页面存档备份，存于）
- 2011年本拿比公民協會再度囊括市議會及教育局所有席位